# Referèndum constitucional del Tadjikistan de 2016
El 22 de maig de 2016 es va celebrar un referèndum constitucional al Tadjikistan. Es van proposar un total de 41 esmenes constitucionals.